# Бле (Кальвадос)
Бле (фр. Blay) — коммуна во Франции, находится в регионе Нижняя Нормандия. Департамент коммуны — Кальвадос. Входит в состав кантона Тревьер. Округ коммуны — Байё.
Код INSEE коммуны — 14078.

## Население
Население коммуны на 2010 год составляло 373 человека.
| 1962 | 1968 | 1975 | 1982 | 1990 | 1999 | 2010 |
| ---- | ---- | ---- | ---- | ---- | ---- | ---- |
| 236  | 184  | 217  | 215  | 239  | 267  | 373  |

## Экономика
В 2010 году среди 231 человека трудоспособного возраста (15—64 лет) 181 были экономически активными, 50 — неактивными (показатель активности — 78,4 %, в 1999 году было 68,9 %). Из 181 активных жителей работали 173 человека (93 мужчины и 80 женщин), безработных было 8 (3 мужчин и 5 женщин). Среди 50 неактивных 18 человек были учениками или студентами, 23 — пенсионерами, 9 были неактивными по другим причинам.